# 俺物語!!
『俺物語!!』（おれものがたり）は、原作・河原和音、作画・アルコによる日本の漫画作品。『別冊マーガレットsister』（『別冊マーガレット』2011年11月増刊号）に読み切りとして掲載された第1話が好評だったため、続編となる第2話が『別冊マーガレット』2012年1月号に掲載され、以後2016年8月号まで連載された。少女漫画としては異色の、巨漢男子を主人公とした作品。
日販“この1巻がキテる!フェア”対象銘柄。「第1回マンガ秋100」にて第1位（後述）、2013年版「このマンガがすごい!」オンナ編1位。2013年に講談社漫画賞 少女部門、2016年に第61回小学館漫画賞 少女向け部門を受賞。2015年11月時点で累計部数は450万部を突破している。
2014年11月にアニメ化が発表され、2015年4月から9月まで放送された。
2015年5月に発売された『別冊マーガレット』の6月号では実写映画化が発表され、同年10月31日に公開された。
2023年12月、『別冊マーガレット』の創刊60年を記念して番外編を掲載。同誌2024年1月号と2月号に大学生になった猛男たちのアルバイトを描いた前後編「雪山ミステリー!?の巻」が掲載された。

## あらすじ
常人離れした身体能力と行動力、仁義と正義感にあふれ、純情で不器用な高校1年生・剛田猛男。同性からは慕われる男の中の男だが、異性には全く好かれない、いかつい顔とごつい巨体の持ち主だった。彼がこれまでに好きになった女子たちは、クールで秀才でイケメンの親友・砂川誠を好きになっていた。
ある日、猛男は電車で痴漢に遭っていた女子高生・大和凜子を助け、猛男は大和に一目惚れする。後日、お礼に訪れた凜子の様子から「彼女もまた誠を好きになったのだ」と察し、誠と大和の恋を成就させようと体を張って奮闘する。しかし、凜子が想いを寄せる相手は砂川ではなく、猛男だったのだ。誠の協力もあり、思いを確かめた猛男と凛子は、恋人として付き合うことになる。
その後も、初デートや、ピクニックでの遭難、友人達との海水浴、ファーストキス、クリスマス、バレンタインデー……などのイベントを通して、二人は少しずつ距離を縮めていく。しかし、他県で一人暮らしをしている大学1年生の誠の姉・砂川愛が実は猛男を好きだったり、猛男に想いをよせる恋のライバル西城まりやが現れたり、幼稚園の頃から誠のことを想い続けていた天海悠紀華の片思いなど、周囲の様々なエピソードを通して、二人の不器用な恋模様が描かれていく。

## 登場人物

### 主要人物
剛田 猛男（ごうだ たけお）
声 - 江口拓也、花藤蓮（幼少期）
演 - 鈴木亮平、富田海人（少年期）
本作の主人公。1月1日生まれ。身長推定2m、体重推定120kg（出生時は4300グラム）。視力は2.0。本作開始時は集英高等学校1年生。凛子からは「たけおくん」と呼ばれている。性格は真っすぐで、良くも悪くも不器用であり純情。正義感が非常に強く困った人を見かけると脊髄反射的に助けに行く。電車で痴漢に遭っていた凜子を助けた際に一目惚れをするも、幼い頃から好きになる子はみんな誠を好きになっていたため、凜子も誠のことが好きなのだと思い、付かず離れずの距離を保っていた。その事が「自分への関心が無い」と凛子に誤解されるも、誠の計らいでお互いの本音を吐露し晴れて付き合うこととなった。
女子には引かれ気味だが男友達には非常に親しまれており、真面目・チャラ男・不良・オタクなどタイプを問わず、先輩後輩も問わず人望も厚い。非常に寛大な性格で、誠の姉の愛が凜子の「隠し事」について助言したときも、例え浮気や二股であったとしてもそれを問題にはせず、凜子を苦悩から救い出すことだけをひたすら考えていた。作中では自他共に認める「ニブイ男」とされているが、決して無神経な性格ではなく、凜子と付き合い始めてからも、うっかり凛子に触れてしまったり、携帯電話の着信メールを反射的に覗きそうになった時は即座に謝るなど、一般的なデリカシーは持ち合わせている。性に関してはやや潔癖なところがあり、友人達が女子の水着姿に喜んだだけで叱り飛ばしたことも（しかし自分も凛子の水着を意識しただけで、完全にペースを乱されていた）。凜子と付き合い始めた直後は「大人になるまで決して手は出さない」と宣言していたが、付き合いを深めるうちに考え方も変わる。
身体は強靭かつ柔軟。運動神経がずば抜けて高く大抵のスポーツはこなせるが、バスケではフェイントというフェイントに全力で引っかかるし、ダンスはひどいらしい（アイススケートでは意図せずトリプルアクセルとイナバウアーを披露している）。本人は自分の強さに納得しておらず、「オレより強い奴はこの世にいっぱいいる」と語っている。勉強は苦手でテスト前しかしない。また、物事をあまり深く考えられないらしく、難しい話や長話も苦手。直情的故に誰かが悩んだ時には核心めいた発言をしたり、誰かが間違ったことをした際には鉄拳制裁を下すこともある。凛子に誕生日プレゼントを買うために「兄貴喫茶マッチョーズ」で短期アルバイトを始めたが、客にファンが多いためその後も暇な時に入るなどして続けている。中学まで柔道部に所属しており、全国大会に出場するほどのレベルだったが高校ではやっていない（本人によると、入部し忘れたらしい）。
大和 凛子（やまと りんこ）
声 - 潘めぐみ
演 - 永野芽郁
6月15日生まれ。小泉女学園高等学校1年生。一人称は「うち」（読み切りでは「私」とも）。猛男からは「大和」と呼ばれている。天然でおっとりした性格で、感受性が豊かで涙もろい。電車内で痴漢に遭っていたところを猛男に助けられ一目惚れする。その後、自分から積極的にアプローチするも、猛男の勘違いもあっていまいち想いが伝わってなかった。一時は自分に関心がないと挫けそうになるが、誠の計らいで最終的に両思いになる。
猛男の事が本当に好きで、普通の女子なら引くような常人離れした行動も純粋にカッコいいと思っている。それ故、付き合い始めた後も、猛男がモテるのではないかという心配に駆られることもある。お菓子作りが得意で、付き合う前からケーキやクッキーなどを作っては猛男にプレゼントしている。お菓子を作る際は苦労して固まっていく感じが好きという理由からハンドミキサーは使わない。勉強はできる方で、漢字が得意らしい。2年生の晩冬からは父の転勤によりスペインへ行くこととなり、猛男とは遠距離恋愛になってしまう。
本人たちに面識も記憶も無いが、実は幼い頃も猛男に助けてもらったことがある。当時は今と違いボーイッシュな髪型だった。
砂川 誠（すなかわ まこと）
声 - 島﨑信長、寺崎裕香（年少期）
演 - 坂口健太郎、堀越太耀（少年期）
9月13日生まれ。集英高等学校1年生。猛男からは「すな」と呼ばれる。3歳の時に猛男の住むマンションの隣室に越してきて以来の仲で、親友でありクラスもずっと同じ。猛男とは対照的に非常にクールで一見近寄りがたい印象だが、周りの人にさりげなく気配りができるいい奴。物事を冷静に判断出来る、物静かだが意見はハッキリ言うタイプで、直情的な猛男とは対照的であるも似通った部分もある。特に猛男の悪口を言う女子に告白を受けた際は辛辣な言葉で断っていた。気の合うところは多く、猛男をからかったり、凛子に対してクールなツッコミを入れるなど、わりと茶目っ気もある。かなりのイケメンで昔から女子にモテるが、女子と付き合うことを考えるのは「だるい」とのこと。女性に興味がないわけではないが、普段から大して意識はしていない。最初から猛男のことを「かっこいい」と言っていた凛子には好印象を持つ。二人が付き合い始めた後は、暖かく見守っている。親友である猛男の幸せを誰よりも願っており、猛男から凛子のことでたびたび相談を受ける際に、親身になって考えたりアドバイスをしている。普段はあまり感情を表に出さないが、猛男の猪突猛進な言動に対しては笑顔を見せる。日頃から自宅学習を怠らないため成績は優秀。産まれたばかりの真希に英語を教えたりあやしたりするなど、子供好きな面も見られる。
一方で父親が倒れたときに誰にも相談せず不安を抱いたり、猛男が自分に頼らず成長していく姿に寂しさを感じるなど、もどかしいほどの不器用さと脆さを垣間見せたこともある。
幼稚園の頃から密かに思いを寄せられていた悠紀華に10年越しの告白をされ、猛男と凜子の画策で話す機会が増え動物園に出掛けたりするも、10年間分のチョコと手紙のお礼を述べ、お返しのプレゼントを渡し、「ごめん」という断りを告げた。しかし、決して彼女を嫌っていたわけではなく、猛男には悠紀華のことを「いいなと思った」と話している。暴力はしない主義だが、スペインに引っ越しした大和との距離を置こうと考えていた猛男に対して一発殴り「おまえ間違ってるわ」と叱咤するという一面を見せた。
砂川 愛（すなかわ あい）
声 - 井上喜久子
誠の姉。名古屋にある桜咲大学の1年生。猛男からは「姉さん」と呼ばれている。しっかり者で面倒見のいい性格。小学6年生の頃から猛男のことを好きだったが、彼女ができるはずがないと高を括って（猛男の良さが分かる女は自分以外にいないと思っていた）いるうちに、猛男と凜子が付き合い始めたため失恋した。初めは二人の交際を認めようとしなかったが、猛男のことで悩む凛子に共感して後押ししたことで二人の良き理解者となる。しかし、猛男のことを完全には諦め切れていない模様。
催眠術にかかりやすい体質で、飲み会の席で面白半分でかけられた際に猛男に対する未練を口にしてしまう。そのことがきっかけで織田に猛男に告白するよう促されるが、その想いは一生伝えないと決め告白を断念する。諦めた当初は猛男と凛子がキスするところを想像して泣きそうになったりしていたが、その後は徐々に織田のことを好きになる。

### 友人
織田 隼人（おだ はやと）
声 - 浪川大輔
桜咲大学1年生。愛と同じゼミ。友人たちからは飄々としていてチャラチャラしている印象を持たれているが、一途な面もあり明るく社交的な性格。大学生活を適当に過ごしていたが、ある時教授から預かった大事な書類をなくして窮地に追い込まれていたときに愛に叱咤激励され助けられたことを機に彼女を好きになる。愛が猛男のことを好きだと知り、どんな人物か一目見ようと名古屋から出てきた。気持ちにケリをつけさせるため愛に告白させようとするが、彼女の思いを聞き、名古屋に帰ってからは日々積極的にアプローチしている模様。同じ学年の愛に敬語なのは、当初彼女のことを年上だと思い使っていたのが抜けないため。
天海 悠紀華（あまみ ゆきか）
声 - 茅野愛衣
ショートヘアに眼鏡が特徴の女の子。礼儀正しく大人しい性格で誰に対しても敬語で話すが、勢いで行動してしまい後悔する場面もみられる。猛男や砂川とは幼稚園から高校まで一緒（ただし猛男は思い出すのに時間が掛かるほど影が薄かった模様）。幼稚園の頃、ドッジボールで砂川にかばってもらって以来10年間ずっと片想いしている。しかし、想いを伝えるどころか話しかけることもできないため、ただ見つめるだけでいた。いつも見ていたので砂川のみならず猛男や凛子のこともよく知っている。砂川に自分の想いを知ってもらいたいとの思いからバレンタインデーがくるたびに告白しようと試みるも、勇気がないためチョコレートに、「お返しはいらないので、好きになって下さい」と書いた名前のない手紙を添えて毎年送っていた。猛男にバレたことを機に砂川に告白をし、自分を知ってもらい好意を持ってもらうために努力をするが、最終的に振り向かせることは出来なかった。
栗原 オサム（くりはら おさむ）
声 - 榎木淳弥
演 - 健太郎
猛男と誠の友達。アフロヘアが特徴。ヘタレでお調子者。合コンで知り合った菜々子のことが気になっており、みんなでスケートに行った際連絡先を聞いたり映画に誘うなど積極的にアプローチし、クリスマスパーティーの日に告白を決意。しかし、曖昧な態度や情けない行動が仇となり一度幻滅されるが、その直後に猛男に一喝されたことで自分の想いをはっきりと伝え、晴れて付き合うこととなる。菜々子を好きになったのは彼女の脚を褒めた際に虫を見るような目で見られたのがきっかけだと言っていたため、おそらくM気質。
山崎 菜々子（やまざき ななこ）
声 - 北川里奈
演 - 森高愛
凛子の友達。ショートヘアが特徴。合コンで猛男の悪口を言っていたが、直後に起きたビル火災で彼に助けてもらい考えを改める。合コンで知り合った栗原に好意を寄せられ、二人で映画を観に行った際に手を握られ満更でもない様子だったのだが、クリスマスパーティでの煮え切らない態度とヘタレさに幻滅。しかし、その直後彼の自分に対する想いを知り、告白を受けて付き合うこととなる。交際後は今までと打って変わって彼にデレデレな模様。付き合ったその日にキスを済ませたらしい。
アユ
声 - 畑中万里江
演 - 高橋春織
凛子の友達。緩い三つ編みが特徴。合コンで猛男の悪口を言っていたが、直後に起きたビル火災で彼に助けてもらい考えを改める。
佐藤（さとう）
声 - 中原麻衣
中学時代猛男が好きだった女子。猛男とはプリント委員会で一緒だった。本人は誠のことが好きで中学の卒業式の日に告白するが、猛男の悪口を言っていたためフラれる。アニメではそれ以降出番が無かったが、原作では電車でストーカーに絡まれているところを猛男に助けてもらったことで再会する。後日、ストーカーにコンビニの前で待ち伏せされているところを猛男に助けを求め撃退してもらう。
西城 まりや（さいじょう まりや）
声 - 前田玲奈
猛男と砂川のクラスメイト。身長145cm。胸が大きい。じゃんけんで負けたことがきっかけで体育祭のリレーの選手になる。自身の足の遅さに引け目を感じていたが、猛男が練習に付き合ってくれたことで次第に惹かれていき好意を抱く。告白しようと呼び出すも凛子の存在もあり「人間として好き」と言ってしまう。その後は猛男のことを「師匠」と呼び自分の想いを隠したままにしていたが、誠に本心を見抜かれたことで再度告白をするも、猛男の凛子に対する想いを聞き失恋する。

### 家族
剛田 ゆり子（ごうだ ゆりこ）
声 - 青木和代
演 - 鈴木砂羽
猛男の母。旧姓は竹中。アマチュアレスリングの元チャンピオン。パーマにピアスが特徴。40歳にして第二子を授かる。働き者の肝っ玉母ちゃんで妊娠中も変わらずスクワット等をしながら家事をこなす。常に他人を気遣うあまり、自分のことを後回しにしてしまう気質。
剛田 豊（ごうだ ゆたか）
声 - 玄田哲章
演 - 寺脇康文
猛男の父。色黒で顔が濃い。常に笑顔を絶やさないダンディな人。笑いかたは「HAHAHA」。会社の同期だったゆり子に惚れ、何度か交流を重ねた後に結婚。他人を優先するあまり自分を後回しにしてしまうゆり子と猛男を常に心配している。
剛田 真希（ごうだ まき）
16歳離れた猛男の妹。2月3日生まれ。つぶらな瞳に逆立った髪が特徴。分娩室に入ってから僅か1分で生まれた。体重は4200gと他の赤ちゃんよりデカかった。生後間もない頃から何かと表情が豊か。
生後7か月ですでになにかに掴まって歩ける、転んでも泣かないなど、並の赤ん坊より成長は早い様子。砂川のことを「うな」と呼び気に入っている。
大和の父
眼鏡をかけた物静かな人。捻挫した凛子が猛男に抱きかかえられて帰宅したところに遭遇し、後日お礼がしたいからと家に招待をする。猛男のことを気に入る。
大和の母
ショートヘアが特徴。訪れた猛男のためにいろんなコーヒーを買ってきていた。猛男のことを気に入る。
大和 範子（やまと のりこ）
凛子の3歳下の妹。顔は凛子そっくり。明るくませた性格で小学2年生ですでに彼氏がいたらしい。両親同様、猛男のことを気に入る。
砂川 千秋（すなかわ ちあき）
声 - 大原さやか
誠と愛の母親。猛男曰く「ステキな感じ」。昔から猛男の母と仲が良く、猛男と誠が友達になったきっかけでもある。猛男の母からは「千秋ちゃん」と呼ばれている。幼かった猛男が粗相をしても気にする様子がないなど割と大らかな性格。

### その他の人物
一之瀬 光基（いちのせ こうき）
声 - 福山潤
大和のバイトする「Les Cerises」のイケメンパティシエ。腕はあるが思い込みが激しく、人の話を聞かない性格。そのため、女性スタッフ達に敬遠されていたが、凛子と接していくうちに丸くなり少なからずとも好印象を持たれるようになった。凛子が自分のことを好きだと思い込み、猛男に対して凛子と別れるように詰め寄ったりする。パティシエコンクールで金賞を取り凛子に告白するが、猛男一筋なため振られてしまう。

## エピソード
- 雑誌掲載時に「時代はブサメン」と煽り文句が付けられたが、原作者の河原は、猛男の容姿は決してブサイクではないと反論している（単行本第1巻、p.6）。
- 河原がアルコの描く男の子の絵を気にいっていたことから、2人のコラボレーションが実現した（単行本第1巻、p.6）。
- 猛男のデザインについて、河原は「ごうだ! とかたけお! とかいうかんじの…」という指定しかしていない（単行本第1巻、p.6）。
- コミックナタリー主催の、現役マンガ編集者が選ぶ「第1回マンガ秋100」においては、2位以下に大差をつけ1位を獲得。河原和音、アルコがそれぞれコメントを寄せた。投票した編集者からは、「少女漫画なのに、それも別マで、こんな漫画やっちゃって凄い。（中略）編集者として羨ましいです」「少女漫画の可能性はまだまだ未知数だということに感動。漫画界にアカデミー賞があるなら、主演男優賞では剛田猛男に票を投じたいです」などのコメントが寄せられた[14]。

## 書誌情報

### 単行本
- 原作:河原和音、作画:アルコ 『俺物語!!』 集英社 〈マーガレットコミックス〉、全14巻
  1. 2012年3月23日発売[15]、ISBN 978-4-08-846756-6
  2. 2012年8月24日発売[16]、ISBN 978-4-08-846817-4
  3. 2013年2月25日発売[17]、ISBN 978-4-08-846896-9
  4. 2013年8月28日発売[18]、ISBN 978-4-08-845086-5
  5. 2014年2月25日発売[19]、ISBN 978-4-08-845169-5
  6. 2014年6月13日発売[20]、ISBN 978-4-08-845229-6
  7. 2014年11月13日発売[21]、ISBN 978-4-08-845295-1
  8. 2015年3月25日発売[22]、ISBN 978-4-08-845362-0
  9. 2015年6月25日発売[23]、ISBN 978-4-08-845401-6
  10. 2015年10月13日発売[24]、ISBN 978-4-08-845465-8
  11. 2016年2月25日発売[25]、ISBN 978-4-08-845526-6
  12. 2016年5月25日発売[26]、ISBN 978-4-08-845578-5
  13. 2016年9月23日発売[27]、ISBN 978-4-08-845638-6
  14. 2024年4月24日発売[28]、ISBN 978-4-08-844898-5

### 小説
- 原作:河原和音、著者:下川香苗 『俺物語!!』 集英社〈コバルト文庫〉、全2巻
  1. 2013年3月1日発売[29]、ISBN 978-4-08-601711-4
  2. 2013年10月1日発売[30]、ISBN 978-4-08-601760-2
- 原作:河原和音、著者:神埜明美、脚本:野木亜紀子 『映画ノベライズ 俺物語!!』 〈集英社オレンジ文庫〉、全1巻
  1. 2015年9月18日発売[31]、ISBN 978-4-08-680040-2
- 原作:河原和音、著者:松田朱夏、脚本:野木亜紀子 『俺物語!! 映画ノベライズ みらい文庫版』 〈集英社みらい文庫〉、全1巻
  1. 2015年10月5日発売[32]、ISBN 978-4-08-321289-5

## テレビアニメ
2015年4月から9月まで、日本テレビ他にて放送された。全24話。
中京圏での放送は日本テレビ系列局の中京テレビではなく、テレビ東京系列のテレビ愛知となっている。8月20日の日本テレビ放送分（第20話）において、未明帯では異例の3.4％（ビデオリサーチ調べ、関東地区・世帯）という高視聴率を記録した。一部の擬音やセリフは、原作漫画と同じく文字で表現が行われている。

### スタッフ（テレビアニメ）
- 原作 - アルコ・河原和音（集英社『別冊マーガレット』連載）
- 監督 - 浅香守生
- シリーズ構成 - 高橋ナツコ
- キャラクターデザイン・総作画監督 - 濱田邦彦
- 美術監督 - 一色美緒
- 色彩設計 - 大野春恵
- 設定協力 - 香月邦夫、金錦樹、玉木李枝、河田泉
- 撮影監督 - 荒幡和也
- 3DCGディレクター - 福士直也
- 特殊効果 - チーム・タニグチ
- 編集 - 木村佳史子
- 音響監督 - 大熊昭、浦上靖之
- 音楽 - S.E.N.S. Project
- 音楽プロデューサー - 千石一成、渡辺一博
- プロデューサー - 直塚弘二朗→桐本篤→中谷敏夫、稲毛弘之、池田慎一、興野裕之→稗田晋、篠崎真哉
- アニメーションプロデューサー - 服部優太
- アニメーション制作 - マッドハウス
- 製作著作 - 「俺物語!!」製作委員会（日テレ、VAP、集英社、NTVM）

### 主題歌
「未来形Answer」
TRUSTRICKによるオープニングテーマ。作詞は神田沙也加、編曲はBilly、作曲は両者の共作。
「幸せのありか」
LOCAL CONNECTによるエンディングテーマ。作詞はISATO、作曲はDaiki、編曲はLOCAL CONNECT。

### 各話リスト
サブタイトルは『俺の-』（猛男メイン回）、『オレの-』（誠メイン回）、『うちの-』（凜子メイン回）でほぼ統一されている。
| 話数   | サブタイトル       | 脚本       | 絵コンテ                       | 演出                           | 作画監督                                                                                        | 初放送日      |
| ------ | ------------------ | ---------- | ------------------------------ | ------------------------------ | ----------------------------------------------------------------------------------------------- | ------------- |
| 第1話  | 俺のものがたり     | 高橋ナツコ | 浅香守生                       | 渡邊こと乃                     | 香月邦夫 濱田邦彦                                                                               | 2015年 4月9日 |
| 第2話  | 俺の恋             | 高橋ナツコ | 渡邊こと乃                     | 島崎奈々子                     | 岩岡優子                                                                                        | 4月16日       |
| 第3話  | 俺の青鬼           | 高橋ナツコ | 細川ヒデキ                     | 細川ヒデキ                     | 玉木李枝 若月愛子                                                                               | 4月23日       |
| 第4話  | うちの彼氏         | 高橋ナツコ | 高橋亨                         | 渕上真                         | 河田泉 濱田邦彦                                                                                 | 4月30日       |
| 第5話  | 俺はニブイ         | 高木聖子   | 三條なみみ                     | 羽原久美子                     | 松本文男 岩岡優子 牧野のぞみ 島田さとし                                                         | 5月7日        |
| 第6話  | 俺のネガイ         | 高木聖子   | 坂田純一                       | 田中智也                       | 菅野智之                                                                                        | 5月14日       |
| 第7話  | 俺の強さ           | 高木聖子   | 渡邊こと乃                     | 渡邊こと乃                     | 香月邦夫 若月愛子 桜井邦彦                                                                      | 5月21日       |
| 第8話  | オレのトモダチ     | 高橋ナツコ | 牛嶋新一郎                     | 島崎奈々子                     | 松本文男 岩岡優子                                                                               | 5月28日       |
| 第9話  | オレとトモダチ     | 高橋ナツコ | 細川ヒデキ                     | 細川ヒデキ                     | 玉木李枝 河田泉 金錦樹                                                                          | 6月4日        |
| 第10話 | 俺の山             | 高木聖子   | 佐山聖子                       | 倉谷涼一                       | 横田和彦 山下敏成                                                                               | 6月11日       |
| 第11話 | 俺の海             | 高木聖子   | 三條なみみ                     | 島崎奈々子                     | 松本文男 岩岡優子 桜井邦彦                                                                      | 6月18日       |
| 第12話 | 俺の偏差値         | 高橋ナツコ | 佐山聖子                       | 渕上真                         | 垪和等 高田晴仁                                                                                 | 6月25日       |
| 第13話 | 今日は俺のおごりだ | 高木聖子   | 坂田純一                       | ながはまのりひこ               | 菅野智之 竹島照子 浦田ひとみ 纐纈真澄 重内悠希                                                  | 7月2日        |
| 第14話 | 俺のジンクス       | 高木聖子   | 渡邊こと乃                     | 渡邊こと乃                     | 香月邦夫 若月愛子 桜井邦彦                                                                      | 7月9日        |
| 第15話 | 俺の彼女           | 高橋ナツコ | 島崎奈々子                     | 島崎奈々子                     | 松本文男 岩岡優子                                                                               | 7月16日       |
| 第16話 | 俺の弟子           | 高橋ナツコ | 高橋亨                         | 細川ヒデキ migmi               | 河田泉 玉木李枝 垪和等 香月邦夫 若月愛子 兼森義則                                               | 7月23日       |
| 第17話 | 俺のクリスマス     | 高木聖子   | 佐山聖子                       | 水本葉月 横田一平              | 中原清隆 鈴木奈都子 宮崎里美 柴田篤史 松尾真彦 馬場一樹 安達祐輔 小山奈穂 安田祥子 川畑えるきん | 7月30日       |
| 第18話 | 俺の誕生日         | 高木聖子   | 坂田純一                       | 島崎奈々子                     | 松本文男 岩岡優子 桜井邦彦                                                                      | 8月6日        |
| 第19話 | 俺のかあちゃん     | 高橋ナツコ | 渕上真                         | 渕上真                         | 兼森義則 垪和等 河田泉 玉木李枝                                                                 | 8月13日       |
| 第20話 | 俺のチョコレート   | 高木聖子   | 佐山聖子                       | 高橋亨 ながはまのりひこ        | 福世孝明 松本文男 竹島照子 纐纈真澄 重内悠希                                                    | 8月20日       |
| 第21話 | 俺と手紙           | 高橋ナツコ | 渡邊こと乃                     | 渡邊こと乃                     | 香月邦夫 若月愛子 桜井邦彦                                                                      | 8月27日       |
| 第22話 | オレへの手紙       | 高木聖子   | 高橋亨                         | 島崎奈々子                     | 松本文男 福世孝明 岩岡優子                                                                      | 9月3日        |
| 第23話 | うちの春休み       | 高木聖子   | 坂田純一                       | 高橋亨                         | 兼森義則 垪和等 桜井邦彦 香月邦夫 若月愛子                                                      | 9月10日       |
| 第24話 | 俺のココロ         | 高橋ナツコ | 細川ヒデキ 渡邊こと乃 浅香守生 | 細川ヒデキ 渡邊こと乃 浅香守生 | 玉木李枝 河田泉 香月邦夫 桜井邦彦 松本文男 兼森義則 若月愛子 垪和等                             | 9月24日       |

### 放送局
| 放送期間                                            | 放送時間                                                                               | 放送局         | 対象地域   | 備考           |
| --------------------------------------------------- | -------------------------------------------------------------------------------------- | -------------- | ---------- | -------------- |
| 2015年4月9日 - 9月24日                              | 木曜 1:29 - 1:59（水曜深夜）                                                           | 日本テレビ     | 関東広域圏 | 製作局         |
| 2015年4月15日 - 9月30日                             | 水曜 3:05 - 3:35（火曜深夜）                                                           | テレビ愛知     | 愛知県     | テレビ東京系列 |
| 2015年4月16日 - 10月1日                             | 木曜 2:30 - 3:00（水曜深夜）                                                           | BS日テレ       | 日本全域   |                |
| 2015年4月18日 - 10月3日                             | 土曜 1:57 - 2:27（金曜深夜）                                                           | ミヤギテレビ   | 宮城県     |                |
| 2015年4月23日 - 10月8日                             | 木曜 2:04 - 2:34（水曜深夜）                                                           | 静岡第一テレビ | 静岡県     |                |
| 2015年5月2日 - 9月25日 2015年10月4日 2015年10月18日 | 土曜 1:57 - 2:27（金曜深夜） 日曜 3:35 - 4:05（土曜深夜） 日曜 3:15 - 3:45（土曜深夜） | 南海放送       | 愛媛県     |                |
| 2015年5月8日 - 10月23日                             | 金曜 2:14 - 2:44（木曜深夜）                                                           | テレビ信州     | 長野県     |                |
| 2015年5月9日 - 10月24日                             | 土曜 1:00 - 1:30（金曜深夜）                                                           | 日テレプラス   | 日本全域   | リピートあり   |
| 2015年5月14日 - 11月4日                             | 木曜 1:59 - 2:29（水曜深夜）                                                           | 広島テレビ     | 広島県     |                |
| 2015年5月31日 - 11月21日                            | 日曜 1:35 - 2:05（土曜深夜）                                                           | 長崎国際テレビ | 長崎県     |                |
| 2015年7月4日 - 12月12日                             | 土曜 2:02 - 2:32（金曜深夜）                                                           | 札幌テレビ     | 北海道     |                |

| 配信開始日    | 配信時間                                                     | 配信サイト                                  | 備考 |
| ------------- | ------------------------------------------------------------ | ------------------------------------------- | ---- |
| 2015年4月5日  | 日曜 0:00 - 0:30（土曜深夜） 金曜 23:00 - 23:30（第2話以降） | ニコニコ生放送                              |      |
| 2015年4月9日  | 木曜 0:00（水曜深夜） 更新                                   | 日テレオンデマンド Hulu                     |      |
| 2015年4月10日 | 金曜 12:00 更新                                              | ニコニコチャンネル バンダイチャンネル GYAO! |      |

### BD / DVD
| 巻 | 発売日         | 収録話          | 規格品番   | 規格品番   |
| 巻 | 発売日         | 収録話          | BD         | DVD        |
| -- | -------------- | --------------- | ---------- | ---------- |
| 1  | 2015年6月24日  | 第1話 - 第3話   | VPXY-71391 | VPBY-14421 |
| 2  | 2015年7月22日  | 第4話 - 第6話   | VPXY-71392 | VPBY-14422 |
| 3  | 2015年8月26日  | 第7話 - 第9話   | VPXY-71393 | VPBY-14423 |
| 4  | 2015年9月16日  | 第10話 - 第12話 | VPXY-71394 | VPBY-14424 |
| 5  | 2015年10月21日 | 第13話 - 第15話 | VPXY-71395 | VPBY-14425 |
| 6  | 2015年11月25日 | 第16話 - 第18話 | VPXY-71396 | VPBY-14426 |
| 7  | 2015年12月23日 | 第19話 - 第21話 | VPXY-71397 | VPBY-14427 |
| 8  | 2016年1月20日  | 第22話 - 第24話 | VPXY-71398 | VPBY-14428 |

### webラジオ
『俺物語!! 頼りになるラジオ!!』のタイトルで、2015年4月9日から9月24日までアニメイトTVにて配信された。毎月第2・第4木曜日更新。パーソナリティは江口拓也（剛田猛男 役）、島﨑信長（砂川誠 役）。

## 映画
同名タイトルの映画が、2015年10月31日に公開された。監督は河合勇人、主演は鈴木亮平。2015年7月8日に特報が公開された。
撮影は宮城県仙台市の各所および柴田郡で行われた。
全国292スクリーンで公開され、2015年10月31日、11月1日の初日2日間で興収1億3795万4800円、動員11万8921人になり、映画観客動員ランキング（興行通信社調べ）で初登場第3位となった。
この映画は2016年4月27日にDVD版及びBlu-ray版が株式会社バップから発売された。

### 出演者 （映画）
- 剛田 猛男 - 鈴木亮平
- 大和 凛子 - 永野芽郁
- 砂川 誠 - 坂口健太郎
- 山崎 菜々子 - 森高愛
- アユ - 高橋春織
- 千春 - 恒松祐里
- 栗原 オサム - 健太郎
- ノブ - 篠田諒
- 稲垣 - 小松 直樹
- 凛子をナンパする男 - 中尾明慶
- 加賀見 - 高田里穂
- 剛田 猛男（少年期） - 富田海人
- 砂川 誠（少年期） - 堀越太耀
- ケーキ屋の従業員 -  池谷のぶえ
- ケーキ屋の店主 -  安井順平
- 製菓材料店の従業員 - 緑友利恵
- パン屋の店主 - 渋川清彦
- 長田拓郎 - 長田プリン
- 剛田ゆり子 - 鈴木砂羽
- 剛田豊 - 寺脇康文

### スタッフ （映画）
- 原作 - 「俺物語!!」（作画：アルコ、原作：河原和音）（集英社「別冊マーガレット」連載）
- 監督 - 河合勇人
- 脚本 - 野木亜紀子
- 音楽 - 岩崎太整
- 主題歌 - 槇原敬之「No.1」（Buppuレーベル）
- 企画・プロデュース - 佐藤貴博
- 製作 - 中山良夫、渡辺直樹、市川南、堀義貴、藪下維也、沢桂一、由里敬三、熊谷宜和
- ゼネラルプロデューサー - 奥田誠治
- エグゼクティブプロデューサー - 門屋大輔
- プロデューサー - 田中正、山本章、佐藤譲
- 撮影 - 足立真仁
- 照明 - 市川徳充
- 美術 - 古積弘二
- 録音 - 日下部雅也
- 編集 - 瀧田隆一
- VE - 佐藤隆彦
- 装飾 - 熊谷昇悟
- 衣装 - 遠藤良樹
- ヘアメイク - 本田真理子、宮内三千代
- VFXスーパーバイザー - 高橋直太郎
- スクリプター - 増田千尋
- キャスティング - 杉野剛
- 助監督 - 木ノ本豪
- 製作担当 - 星野友紀
- アシスタントプロデューサー - 西尾沙織
- 配給 - 東宝
- 制作プロダクション - 日活、ジャンゴフィルム
- 企画・製作幹事 - 日本テレビ放送網
- 製作 - 「俺物語!!」製作委員会（日本テレビ放送網、集英社、東宝、ホリプロ、讀賣テレビ放送、バップ、日活、D.N.ドリームパートナーズ、札幌テレビ放送、宮城テレビ放送、静岡第一テレビ、中京テレビ放送、広島テレビ放送、福岡放送）